# Емілія (Луїзіана)
Емілія (англ. Amelia) — переписна місцевість (CDP) в США, в окрузі Сент-Мері штату Луїзіана. Населення — 2132 особи (2020).

## Географія
Емілія розташована за координатами 29°39′48″ пн. ш. 91°6′39″ зх. д. / 29.66333° пн. ш. 91.11083° зх. д. (29.663222, -91.110925).  За даними Бюро перепису населення США в 2010 році переписна місцевість мала площу 7,33 км², з яких 6,66 км² — суходіл та 0,67 км² — водойми.

## Демографія
Згідно з переписом 2010 року, у переписній місцевості мешкало 2459 осіб у 809 домогосподарствах у складі 574 родин. Густота населення становила 335 осіб/км².  Було 918 помешкань (125/км²).
Расовий склад населення:
| - 43,6 % — білих - 18,6 % — азіатів - 9,0 % — чорних або афроамериканців - 1,5 % — корінних американців - 0,1 % — вихідців з тихоокеанських островів - 23,3 % — осіб інших рас |

До двох чи більше рас належало 3,8 %. Частка іспаномовних становила 36,5 % від усіх жителів.
За віковим діапазоном населення розподілялося таким чином: 26,4 % — особи молодші 18 років, 65,8 % — особи у віці 18—64 років, 7,8 % — особи у віці 65 років та старші. Медіана віку мешканця становила 32,1 року. На 100 осіб жіночої статі у переписній місцевості припадало 135,3 чоловіків;  на 100 жінок у віці від 18 років та старших — 137,7 чоловіків також старших 18 років.
Середній дохід на одне домашнє господарство  становив 48 461 долар США (медіана — 41 702), а середній дохід на одну сім'ю — 52 496 доларів (медіана — 41 288). За межею бідності перебувало 28,6 % осіб, у тому числі 36,2 % дітей у віці до 18 років та 13,6 % осіб у віці 65 років та старших.
Цивільне працевлаштоване населення становило 958 осіб. Основні галузі зайнятості: виробництво — 24,3 %, мистецтво, розваги та відпочинок — 22,9 %, будівництво — 14,4 %, оптова торгівля — 7,1 %.